# Gustavo Gutiérrez (político argentino)
Gustavo Eduardo Gutiérrez (Mendoza, 5 de diciembre de 1952) es un contador público, empresario y político argentino de la Coalición Cívica ARI. Fue diputado nacional por la provincia de Mendoza durante dos mandatos consecutivos entre 1995 y 2003 por el Partido Demócrata de Mendoza.
En las elecciones presidenciales de 2003 fue candidato a vicepresidente de la Nación, acompañando a Elisa Carrió en la fórmula de Afirmación para una República Igualitaria (ARI).

## Biografía
Nacido en la ciudad de Mendoza en 1952, se recibió de contador público nacional en la Pontificia Universidad Católica Argentina Santa María de los Buenos Aires. Ejerció en el ámbito privado como empresario en los rubros de transporte, logística, industria y finanzas tanto en Argentina como en Chile.
En el ámbito político fue miembro del Partido Demócrata de Mendoza, desempeñándose como diputado provincial entre 1983 y 1985, formando parte de la comisión de Presupuesto y Hacienda, de la cual fue asesor de 1985 a 1989. En las elecciones provinciales de 1987 fue candidato a vicegobernador. Entre 1990 y 1994 fue senador provincial por la primera sección electoral.
En las elecciones legislativas de 1995 fue elegido diputado nacional por la provincia de Mendoza en la lista del Partido Demócrata. Fue reelegido en 1999, finalizando su mandato en 2003. Fue vicepresidente primero de la «comisión especial de investigación de hechos ilícitos vinculados al lavado de dinero»; secretario de la comisión de Transportes; y vocal en las comisiones de Energía y Combustible; de Previsión y Seguridad Social; de Finanzas; de Industria; y de Economías Regionales. En la cámara baja, además del lavado de dinero y fuga de capitales, investigó al banquero Raúl Moneta por la privatización de los dos bancos más grandes de Mendoza.
En las elecciones presidenciales de 2003 fue candidato a vicepresidente de la Nación en la fórmula de Afirmación para una República Igualitaria (ARI) encabezada por Elisa Carrió. Gutiérrez lo hizo por fuera del Partido Demócrata de Mendoza, que se había integrado en el Movimiento Federal Recrear que apoyó la candidatura presidencial de Ricardo López Murphy, lo que llevó al que el partido le suspendiera la afiliación. Carrió y Guitérrez se conocían por haber trabajado juntos en la comisión especial de la Cámara de Diputados para investigar el lavado de dinero. La fórmula quinto lugar con el 14,05 % de los votos.
Más tarde ese mismo año, en las elecciones provinciales, fue candidato del ARI a gobernador de Mendoza. Acompañado por Esilda Torres Malharro como candidata a vicegobernadora, la fórmula quedó en cuarto lugar con el 4,41 % de los votos.
En las elecciones primarias de 2015, fue precandidato a diputado nacional por Mendoza en la interna de Cambiemos. Volvió a ser candidato en las elecciones legislativas de 2017, ocupando el quinto lugar en la lista de diputados nacionales de Cambiemos en Mendoza.
En 2016 fue designado miembro del directorio de YPF en calidad de síndico. En noviembre de 2016, la Legislatura de la Ciudad Autónoma de Buenos Aires lo designó vocal del directorio del Ente Único Regulador de Servicios Públicos de la Ciudad, a propuesta del bloque de la Coalición Cívica ARI.